# Lago Ake Kule
El lago Ake Kule (en chino: 阿克库勒湖, en pinyin: Ākèkùlēi hú) es un lago ubicado en la prefectura Altay en Sinkiang (República Popular China) y situado muy próximo a las fronteras de Kazajistán, Mongolia y Rusia. Su superficie es de 16 km².